# Pablo Lara
Pablo Lara Rodríguez (30 de maio de 1968, em Santa Clara, província de Villa Clara) é um cubano, campeão mundial e olímpico em halterofilismo.
Ele definiu cinco recordes mundiais ao longo de sua carreira — quatro no arremesso e um no total combinado (arranque + arremesso), na categoria até 76 kg.
Quadro de recordes
| Data       | Disciplina | Marca    | Classe de peso | Lugar         |
| ---------- | ---------- | -------- | -------------- | ------------- |
| 25.11.1993 | Arremesso  | 205 kg   | –76 kg         | Ponce         |
| 14.03.1993 | Arremesso  | 205,5 kg | –76 kg         | Mar del Plata |
| 14.03.1993 | Arremesso  | 207,5 kg | –76 kg         | Mar del Plata |
| 20.04.1993 | Arremesso  | 208 kg   | –76 kg         | Szekszárd     |
| 20.04.1993 | Total      | 372,5 kg | –76 kg         | Szekszárd     |